# وینچنزو کیارنزا
وینچنزو کیارنزا (انگلیسی: Vincenzo Chiarenza؛ زادهٔ ۲۷ سپتامبر ۱۹۵۴) بازیکن فوتبال اهل ایتالیا است.
از باشگاه‌هایی که در آن بازی کرده‌است می‌توان به باشگاه ورزشی لاتزیو، باشگاه فوتبال یوونتوس، باشگاه فوتبال اودینزه، باشگاه فوتبال باری، باشگاه فوتبال سمپدوریا، باشگاه فوتبال تریستیانا، باشگاه فوتبال آتالانتا، باشگاه فوتبال آولینو، و باشگاه فوتبال نووارا اشاره کرد.